# Deoisella
Deoisella is een geslacht van halfvleugeligen uit de familie schuimcicaden (Cercopidae). De wetenschappelijke naam van dit geslacht is voor het eerst geldig gepubliceerd in 2002 door Costa & Sakakibara.

## Soorten
Het geslacht Deoisella omvat de volgende soorten:
- Deoisella fasciata Costa & Sakakibara, 2002
- Deoisella picklesi (China & Myers, 1934)